# 拉拉古納 (查拉特南戈省)
拉拉古納（西班牙語：La Laguna），是薩爾瓦多的城鎮，位於該國西北部，由查拉特南戈省負責管轄，面積25.82平方公里，海拔高度1,027米，2006年人口5,240，人口密度每平方公里200人。
14°4′N 88°52′W / 14.067°N 88.867°W